# Vladimir Krasnopolski
Vladimir Arkadievitch Krasnopolski (en russe : Влади́мир Арка́дьевич Краснопо́льский), né le 14 juin 1933 à Sverdlovsk (RSFSR, URSS) et mort le 23 septembre 2022 à Moscou (Russie), est un cinéaste soviétique puis russe. Il réalise la plupart de ses films avec Valeri Ouskov.

## Biographie
Né le 14 juin 1933 dans la famille de l'artiste du Théâtre national de comédie musicale de Sverdlovsk Arkady Vladimirovich Krasnopolsky (selon la scène - A. V. Ledova, 1900, Tiraspol - 1971, Sverdlovsk) et de la chorégraphe Olga Nikolaevna Knyazeva.
En 1955, il est diplômé de la faculté d'histoire et de philologie de l'Université d'État de l'Oural, en 1963 du département de direction de VGIK (atelier d'I.P. Kopalin). En 1961-1963, il a été réalisateur au studio de cinéma de Sverdlovsk et, depuis 1964, au studio de cinéma Mosfilm. Membre du PCUS depuis 1971.
De 1963 à 2015, toutes les œuvres de réalisateur et de scénario de Vladimir Krasnopolski (à l'exception de l'intrigue du magazine de cinéma Wick, 1968) ont été réalisées conjointement avec son deuxième cousin Valery Ouskov.
En 2016, leurs œuvres séparées ont été présentées pour la première fois.

## Filmographie partielle
- 1963 : Le Train le plus lent (en russe : Самый медленный поезд)
- 1965 : Atterrissage dans la taïga (en russe : Таёжный десант)
- 1968 : Saisons (en russe : Времена года)
- 1969 : Non justiciable (Неподсуден)
- 1971 : Les ombres disparaissent à midi (Тени исчезают в полдень) avec Valeri Ouskov
- 1973 : L'Appel éternel (Вечный зов) avec Valeri Ouskov
- 1979 : Le Père et le fils (Отец и сын) avec Valeri Ouskov
- 1996 : Ermak (Ермак) avec Valeri Ouskov

## Distinctions
- Prix d'État de l'URSS (1979), pour les 1er-12e épisodes de la série L'Appel éternel
- Prix du Komsomol (1980)
- ordre de l'Honneur (1997)
- ordre du Mérite pour la Patrie de 4e classe (2004)